# Louvre-Lens Vallée
Pour les articles homonymes, voir Lens et Louvre.
Le Louvre-Lens Vallée est un centre numérique agrégeant des startups à vocation culturelle situé à Lens dans l'ancienne école Paul-Bert.
Le Louvre-Lens Vallée est une association déclarée en sous-préfecture de Lens le 2 juillet 2013.

## L'objectif
« L'objectif est de bâtir un écosystème favorable à l'innovation dans le prolongement de la réussite de l'implantation du Louvre-Lens. »

## Financement
Le conseil régional du Nord-Pas-de-Calais, le conseil général du Pas-de-Calais, la communauté d'agglomération de Lens-Liévin assurent le financement de l'association.

## Premier appel à candidatures
le 21 juin 2014 sur la cinquantaine de candidats, seuls dix ont été présélectionnés pour finalement n’en garder que six. Une dotation pouvant atteindre jusqu’à cinquante mille euros, un accompagnement et un hébergement gratuit d’un an dans l’incubateur du cluster Louvre- Lens Vallée.

## Le projet
Le projet est de : « Donner les moyens aux entreprises numériques, aux porteurs de projets individuels d’innover dans le domaine du culturel numérique. Créer ensemble de nouvelles filières technologiques, dans la dynamique du Louvre-Lens. »
Les objectifs sont l’accueil de startups alliant le culturel  et le numérique, elles sont choisies après appel à candidature et la mise en cluster.
Apporter au Louvre-Lens les techniques pour devenir le musée du 3e millénaire.

## Projet architectural
L'école Paul-Bert fera l'objet d'un réaménagement complet et d'une rénovation totale pour devenir le bâtiment-totem de Louvre Lens Vallée, le Pôle numérique culturel. Ce choix architectural est présenté le 27 novembre 2014.

## Polémique
Dans un appel au président de l'INA plus d'une centaine de chercheurs universitaires et d'acteurs de la vie culturelle demandent le retrait de l'installation d'une antenne de l'INA régional installé à Lille dans les locaux de l'école Paul Bert.